# D.J. Bonebrake
Donald J. Bonebrake (Californië, 8 december 1955) is een Amerikaanse punk/rockdrummer en -percussionist, die voor het eerst op de voorgrond trad als drummer van de punkrockband The Eyes (ook met Charlotte Caffey van de The Go-Go's). Hij is vooral bekend als oorspronkelijk lid en drummer van de punkband X, waarvan hij nog steeds een actief lid is.

## Biografie
Bonebrake is de enige oprichter van X uit Californië (de andere drie komen uit Illinois), opgegroeid in de San Fernando Valley. Bonebrake trad ook op met twee van de nevenprojecten van de band: de country/folk/punkband The Knitters (met zijn bandmaatjes John Doe en Exene Cervenka) en Auntie Christ (met Cervenka). Terwijl hij lid was van X, was Bonebrake kort te gast als drummer voor The Germs en in 1981 speelden hij en Doe als leden van de The Flesh Eaters, optredend op het tweede album A Minute to Pray, a Second to Die van die band.
In 2010 sloot Bonebrake zich aan bij het Rancid-nevenproject Devils Brigade. In 2013 trad Bonebrake toe tot de World Takes, geholpen door Stephen Maglio. De band bracht het album Love Songs for eX's uit en toerde met de Meat Puppets.
Hoewel het grootste deel van zijn werk in het punkgenre is geweest, leidt Bonebrake twee jazzensembles: de Bonebrake Syncopators, die klassieke jazz spelen, en de Afro-Cubaanse en het op latin geïnspireerde orkest Superstring. Bonebrake trad ook op als paukenist met de Palisades Symphony.
- Library of Congress Control Number: no2004105172
- MusicBrainz: 900166b6-bdb9-434d-8b93-63688314b9a7
- Système universitaire de documentation: 233331816
- Virtual International Authority File: 268325082
- WorldCat: E39PBJjXjwHKFDXBcVRPbwMdcP